# Margaret Woodbridge
Margaret Woodbridge, född 6 januari 1902 i Detroit, död 23 februari 1995 i Brooklyn, var en amerikansk simmare.
Woodbridge blev olympisk silvermedaljör på 300 meter frisim vid sommarspelen 1920 i Antwerpen.